# Francesco Gottifredi
Francesco Gottifredi (Roma, circa 1596 – Roma, 2 giugno 1669) è stato un numismatico e collezionista d'arte italiano.

## Biografia
Era figlio di Giovan Battista, che aveva prestato servizio nell'Armata delle Fiandre con Alessandro Farnese, e di Girolama Poggi. Il fratello Alessandro nel 1652 fu per pochi mesi Preposito generale della Compagnia di Gesù.
Gottifredi fu conservatore di Roma quattro volte tra il 1645 e il 1661; ricoprì più volte altre anche cariche capitoline come gabelliere maggiore, maestro delle strade e ministro giustiziere. Nel 1645 promosse la realizzazione della statua di Innocenzo X, opera di Alessandro Algardi, che si trova ai Musei Capitolini.
Si sposò con Costanza del Drago. Con il fratello Bruto investì molte sostanze per creare una collezione di monete antiche che divenne famosa in Europa. La collezione era situata nella piazzetta dell'Orso. Nel 1638 Pompilio Totti la cita nel suo Ritratto di Roma moderna, una guida dell'epoca. 
(Pompilio Totti, Ritratto di Roma moderna)
La collezione era visitata da molti stranieri durante il Grand tour. John Evelyn la vide il 4 maggio 1645. 
Fu a causa di questi contatti che Gottifredi acquisì notorietà come esperto di numismatica. Verso la metà del XVII secolo Gottifredi e il fratello incaricarono Camillo Arcucci, un architetto che era succeduto al Borromini in vari lavori, di risistemare un edificio, ora palazzo Grazioli.
Gottifredi non ha pubblicato testi e ciò che sappiamo si basa sul suo scarso epistolario, ma soprattutto da ciò che dicono di lui e della sua collezione le opere numismatiche della fine del XVII secolo.
Quando Leonardo Agostini ripubblicò il testo di libro di Filippo Paruta, Della Sicilia descritta con medaglie vi aggiunse 40 esemplari presi dalla collezione Gottifredi. Nel 1658 la collezione fu venduta a Cristina di Svezia.